# Viorica Enescu
Viorica Enescu (n. 31 ianuarie 1945, Arad, România – d. 20 mai 2015, Râmnicu Vâlcea, România) a fost o atletă și antrenoare română de atletism, campioană națională și balcanică la sprint. A stabilit în 1975 un record național la 100 m (11,3 secunde) și a participat la peste 100 de competiții internaționale. Ca antrenoare, a format sportivi de performanță, printre care  Ionela Târlea, vicecampioană olimpică. Tatăl ei, Gheorghe Șuică, a fost un ciclist și un boxer de talie națională.

## Cariera sportivă
În școala generală, Viorica a făcut și câțiva ani buni de gimnastică cu profesoara Eugenia Stilea, după care a trecut la sportul care avea să o consacre: atletismul. 
Înscrisă la Școala Medie Nr. 3, în primul an când se înființase profilul sportiv, pe când era elevă în clasa a VIII-a, Viorica a devenit campioană națională la juniori III la 60 metri garduri. 
În timpul absolvirii școlii și a liceului „Vasile Roaită", astăzi „Mircea cel Bătrân" din Râmnicu Vâlcea, a câștigat zeci de premii, iar după absolvirea Institutului de Educație Fizică și Sport, secția Atletism promoția 1957, Viorica Enescu ca antrenoare, a devenit un nume emblematic în atletismul românesc.
A concurat sub culorile cluburilor Știința București, Rapid București, Steaua București, Dinamo București și în 1975 a realizat recordul României la 100 mp de 11,3 secunde. 
Participantă la peste 100 de concursuri internaționale, atleta campioană balcanică s-a întors din București la Râmnicu Vâlcea, unde a devenit profesoară de sport la actualul Colegiu „Mircea cel Bătrân". 
În activitatea de antrenoare s-a făcut remarcată descoperind-o pe Ionela Târlea, una dintre cele mai bune atlete din România și din lume, dublă campioană europeană la 400m garduri, vicecampioană olimpică la Jocurile Olimpice din 2004 de la Atena, campioană mondială indoor la 200 m la Maebashi, în Japonia în 1999, într-o cursă istorică.
„Aici, în Râmnicu Vâlcea, am pregătit nume mari ale atletismului românesc, iar dintre foștii mei elevi, mulți au devenit profesori care acum pregătesc alți sportivi. Printre ei se numără Constantin Mladin, Mihai Șoimu, Cristina Marciuc. Pe Ionela Târlea am pregătit-o timp de 13 ani. Ajunsesem să știu, după cum respiră, ce timp va scoate la alergări". - Viorica Enescu

## Viața personală

Octavian Enescu (Bobo)

A fost căsătorită cu Octavian Enescu (1933-2006) unul dintre cei mai cunoscuți tehnicieni ai atletismului românesc, specializat în probele de sprint. „Nea Bobo”, cum îl alintau apropiații, a avut o carieră plină de satisfacții, printre atletele de renume internațional descoperite numărându-se Viorica Suică (1945 – 2015), cea care avea să-i devină ulterior soție.
Viorica Enescu, maestră a sportului și antrenor emerit de atletism, s-a stins din viață la doar 70 de ani. A continuat până în ultima clipă să antreneze copiii din Râmnicu Vâlcea, alături de fiica sa, Alina Gabriela, antrenoare de atletism la rândul ei.

## Rezultate sportive[5]

### Medalii
| AN   | CONCURS                            | MEDALIE | PROBĂ  | ȚARA    | TIMP  | W/I | RECORD | NOTE |
| ---- | ---------------------------------- | ------- | ------ | ------- | ----- | --- | ------ | ---- |
| 1975 | Campionatele Balcanice de Atletism | Aur     | 100G   | România | 13,59 | 0,7 |        |      |
| 1975 | Campionatele Balcanice de Atletism | Bronz   | 100m   | România | 11,96 | 0,7 |        |      |
| 1974 | Campionatele Balcanice de Atletism | Argint  | 100G   | România | 13,33 |     |        |      |
| 1974 | Campionatele Balcanice de Atletism | Bronz   | 100m   | România | 11,83 |     |        |      |
| 1974 | Campionatele Balcanice de Atletism | Bronz   | 4x100m | România | 46,30 |     |        |      |
| 1969 | Campionatele Balcanice de Atletism | Aur     | 4x100m | România | 45,8  |     | CR     |      |
| 1967 | Campionatele Balcanice de Atletism | Bronz   | 4x100m | România | 48,2  |     |        |      |

### Titluri naționale
| AN   | CONCURS               | MEDALIE | PROBĂ | ȚARA    | TIMP | W/I | RECORD | NOTES |
| ---- | --------------------- | ------- | ----- | ------- | ---- | --- | ------ | ----- |
| 1975 | Campionatele României | Aur     | 100H  | România | 13,5 |     |        |       |
| 1974 | Campionatele României | Aur     | 100m  | România | 11,7 |     |        |       |

## In memoriam
În memoria celor doi mari antrenori vâlceni de atletism, soții Octavian și Viorica Enescu, cei care au pregătit zeci de campioni naționali și internaționali, Asociația Județeană de Atletism Vâlcea, în colaborare cu Federația Română de Atletism, Inspectoratul Școlar Județean Vâlcea, Direcția Județeană pentru Tineret și Sport și cu sprijinul financiar al Primăriei Râmnicu Vâlcea, organizează anual Memorialul „Octavian și Viorica Enescu”
Distinsă cu titlul de „maestră a sportului" și de „antrenor emerit al sportului", Viorica Enescu a fost declarată cetățean de onoare al Râmnicului alături de Ionela Târlea.